# Litauisches Zentrum für Blinde und Sehbehinderte
Das Litauische Zentrum für Blinde und Sehbehinderte (litauisch Lietuvos aklųjų ir silpnaregių ugdymo centras) ist ein Internat und Gymnasium für Blinde und Sehbehinderte in der litauischen Hauptstadt Vilnius, es ist eine staatliche allgemeinbildende Schule.

## Geschichte
Am 1. September 1975 wurde die Antanas-Jonynas-Internatsschule mit der Vorschulbildungsabteilung errichtet. Am 1. Februar 1994 gründete man das heutige Zentrum. Vorläufer waren die Jonynas-Internatschule und die Schule für Sozialbildung der Blinden. Am 4. September 2012 wurde die Schulsatzung vom Bildungsministerium Litauens bestätigt.